# صوت الجماهير (إذاعة)
إذاعة صوت الجماهير من بغداد (1970-2003) هي إذاعة ناطقة باللغة العربية كانت تبثها الجمهورية العراقية - وزارة الثقافة والإعلام - دائرة الإذاعة والتلفزيون. حملت الإذاعة اسم أغنية سياسية مصرية. كانت رديفة إذاعة جمهورية العراق من بغداد إلا أن برامجها كانت أقل رسمية وأكثر اجتماعية وترفيها. الإذاعة إستبدلت إذاعة القوات المسلحة العراقية التي بثت حتى سنة 1970.
بثت بدايات إذاعة صوت فلسطين ضمن إذاعة صوت الجماهير قبل أن تتحول إلى إذاعة مستقلة.
توقف بث إذاعة صوت الجماهير مع دخول القوات الأمريكية إلى بغداد سنة 2003.
من الأسماء التي عملت فيها، إضافة إلى كوادر هندسية محلية:
- محمد سعيد الصحاف
- عبد الغني عبد الغفور
- سعاد الهرمزي
- مالك المطلبي
- كامل الشرقي[6]
- خيرية حبيب
- سهام مصطفى
- نزار السامرائي
- ميسون البياتي
- هاني هاني